# Luis Sambucetti
Luis Sambucetti (Montevideo, Uruguai, 29 de juliol de 1860 – 7 de setembre de 1926) fou un violinista, compositor i director d'orquestra uruguaià.
Va fer els primers estudis amb el seu pare, que era un distingit violinista, i després els completà a París sota la direcció del director del Conservatori de París Dubois. El 1887 assolí per concurs una plaça de primer violí en la cèlebre orquestra Colonne, que més tard deixà per tornar a la seva pàtria. A Montevideo fou director del Conservatori Verdi i de l'Orquestra Nacional. Va ensenyar a músics com Vicente Ascone. El 1887 va guanyar les oposicions a París per ser el primer violí a l'orquestra Chatelet. En 1885 va fundar la revista Montevideo Musical que es va editar durant més de 50 anys. La seva òpera San Francisco de Asis fou premiada amb la medalla d'or en l'Exposició Internacional de Milà el 1906. a més, se li deu l'opereta Colombinson, estrenada a Buenos Aires el 1893, i diverses composicions per a piano, cant, violí i orquestra, cors, etc.